# الرابطة البرلمانية 1963–64
الرابطة البرلمانية 1963–64 (بالإنجليزية: 1963–64 Isthmian League)‏ هو موسم من دوري إسثميان. فاز فيه نادي ويمبلدون.